# Giovanni Paolo Zedda
Giovanni Paolo Zedda (ur. 8 września 1947 w Ingurtosu) – włoski duchowny katolicki, biskup Iglesias w latach 2007–2022.

## Życiorys
Święcenia kapłańskie otrzymał 28 sierpnia 1971 i został inkardynowany do diecezji Ales-Terralba. Pracował przede wszystkim jako duszpasterz parafialny, był także m.in. rektorem seminarium w Villacidro oraz dyrektorem diecezjalnego centrum ds. duszpasterstwa powołań.
8 marca 2007 papież Benedykt XVI mianował go ordynariuszem diecezji Iglesias. Sakry biskupiej udzielił mu 13 maja 2007 biskup Antonino Orrù.
6 października 2022 papież Franciszek przyjął jego rezygnację z posługi biskupa Iglesias.